# 第19次西成暴動
第19次西成暴動（だい19じにしなりぼうどう）とは、1972年（昭和47年）10月に大阪府大阪市西成区のあいりん地区（通称釜ヶ崎）で発生した日雇い労働者による暴動事件。「第19次釜ヶ崎暴動」ともいう。

## 事件の発端
あいりん地区で新左翼系の釜ヶ崎共闘会議が勢力を拡大するにつれて、手配師の肩身が次第に狭くなっていった。
1972年10月9日、ある日雇い労働者が建築現場で現場監督に殴られる事件が発生した。翌10月10日午前に釜共闘が抗議のビラを撒いていたところ、1人の手配師が通りかかったことから釜共闘と手配師との間でトラブルが発生し一触即発の事態となった。
これに反発した手配師側は、同日午後3時に手配師の親睦団体「協力会」の代表宅に集まり、釜共闘に反撃することになった。
彼らは西成労働福祉センターに押しかけ、逃げ遅れた日雇い労働者1人を暴行した。

## 事件の概要
この事件を知った釜共闘や日雇い労働者ら約100人は、協力会代表宅に押しかけて投石したが、そこには手配師の姿はなかった。そのため、腹いせに近所の無関係の喫茶店を襲い窓ガラスを割るなどした。
翌日11日午後も暴動が再燃し、飲食店を襲ったり車に火を付けるなどした。